# Allium glomeratum
Allium glomeratum — багаторічна рослина родини амарилісових; поширена у Центральній Азії.

## Опис
Цибулина поодинока, яйцювато-куляста, діаметром 0,8–1,5(2) см; оболонка від сірої до сірувато-жовтої. Листків 2 або 3, вузьколінійні, коротші від стеблини, 0,5–1,5 мм завширшки, зверху жолобчасті, по кутах шершаво-дрібнозубчасті. Стеблина 6–30 см, циліндрична, вкрита листовими піхвами на ≈ 1/3 довжини. Зонтик від півсферичного до округлої, густо багатоквітковий. Оцвітина блідо-пурпурна; сегменти овально-ланцетні, 4–6 × 1,5–2 мм, верхівка гостра, внутрішні трохи вужчі, ніж зовнішні. Період цвітіння й плодоношення: липень — серпень.

## Поширення
Поширення: Казахстан, Киргизстан, Таджикистан, Китай — Сіньцзян.
Населяє схили, долини.